# Sri Lanka-palmroller
De sri lanka-palmroller (Paradoxurus zeylonensis)  is een zoogdier uit de familie van de civetkatachtigen (Viverridae). De wetenschappelijke naam van de soort werd voor het eerst geldig gepubliceerd door Schreber in 1778.

## Voorkomen
De soort komt voor in Sri Lanka.